# Acaciacapsus
Acaciacapsus is een geslacht van wantsen uit de familie van de Miridae (Blindwantsen). Het geslacht werd voor het eerst wetenschappelijk beschreven door Cassis & Symonds in 2014.

## Soorten
Het genus bevat de volgende soorten:

- Acaciacapsus amadeus Cassis & Symonds, 2014
- Acaciacapsus appha Cassis & Symonds, 2014
- Acaciacapsus aureolus Cassis & Symonds, 2014
- Acaciacapsus bournda Cassis & Symonds, 2014
- Acaciacapsus emeraldensis Cassis & Symonds, 2014
- Acaciacapsus lolworthensis Cassis & Symonds, 2014
- Acaciacapsus millstreamensis Cassis & Symonds, 2014
- Acaciacapsus woodwardi Cassis & Symonds, 2014